# UWC México 45
UWC México 45: Chávez vs. Gordillo 2 fue un evento de artes marciales mixtas producido por Ultimate Warrior Challenge México, que se llevó a cabo el 2 de julio de 2023 en el Auditorio Nacional de Tijuana, Baja California, México.